# Ath/Isieres Airport
Ath/Isieres Airport är en flygplats i Belgien.   Den ligger i provinsen Hainaut och regionen Vallonien, i den centrala delen av landet, 40 kilometer sydväst om huvudstaden Bryssel. Ath/Isieres Airport ligger 22 meter över havet.
Terrängen runt Ath/Isieres Airport är huvudsakligen platt. Ath/Isieres Airport ligger nere i en dal. Runt Ath/Isieres Airport är det ganska tätbefolkat, med 199 invånare per kvadratkilometer.. Närmaste större samhälle är Ath, 4,7 kilometer söder om Ath/Isieres Airport. 
Trakten runt Ath/Isieres Airport består till största delen av jordbruksmark.